# Massimo Picozzi
Massimo Picozzi (Milano, 8 agosto 1956) è uno psichiatra, criminologo e scrittore italiano.

## Attività professionale
Laureato a pieni voti in Medicina e Chirurgia nel marzo del 1983, quindi specializzato in psichiatria, in criminologia e perfezionato in sessuologia clinica, è direttore sanitario in istituti penitenziari negli anni tra il 1984 e il 1988, per poi diventare dirigente medico ospedaliero dal 1990 al 1999. Dal 2000 è il responsabile della Sezione di psicologia investigativa, studio del DNA e psicopatologia delle condotte criminali dell'Università degli Studi di Parma, e dal 2001 è docente del primo Corso di specializzazione in psicologia investigativa sempre all'Università di Parma. Nel 2001 inizia una collaborazione con l'Università Carlo Cattaneo – LIUC di Castellanza, ove dirige il Centro di Ricerca sul Crimine; nel 2012 passa all'Università IULM di Milano, ove insegna "Gestione degli eventi critici".
Svolge attività di docenza nei corsi di formazione per la Polizia di Stato e per l'Arma dei Carabinieri, con i quali è impegnato in progetti di ricerca nell'ambito dell'aggressività e della violenza. È inoltre docente di comunicazione in situazioni critiche al Corso Negoziatori Ostaggi dell'Istituto Superiore di Tecniche Investigative dell'Arma dei Carabinieri. Sempre sul tema della negoziazione, ha curato l'edizione italiana del testo Hostage at the Table di G. Kohlrieser, docente di leadership all'IMD di Losanna (La Scienza della Negoziazione - Sperling & Kupfer 2011), tenuto seminari per The European House-Ambrosetti e per i Master del Sole 24 Ore. Sul rapporto tra emozioni, rabbia e aggressività, ha scritto È inutile che alzi la voce (Mondadori, 2012).
Sul tema delle emozioni, e sul loro impatto in ambito sportivo, insegna nel Master Internazionale in Strategia e Pianificazione degli Eventi Sportivi dell'Università di Parma. Dal 2014 al 2018 ha diretto il Master in Criminologia e Reati Economici presso il Sole 24 Ore. È stato responsabile, dal 2016 al 2019, del laboratorio di "Comunicazione non verbale e gestione dei conflitti" presso L'Università di Lingue e Scienze della Comunicazione - IULM di Milano. Dal gennaio 2020 è docente agli online programs di SDA School of Management dell’Università Bocconi, per i temi legati alla negoziazione e alla gestione delle emozioni nei conflitti.

## Riconoscimenti scientifici
Con Scienze forensi (UTET, 2009) ha vinto il premio Falcone e Borsellino per il miglior testo giuridico-scientifico dell'anno. I diritti del libro, con i contributi del mondo universitario, dell'Arma dei Carabinieri e della Polizia di Stato, sono stati interamente devoluti all'Associazione Vittime del Dovere.

## Televisione
- Serial Killer - predatori di uomini (Italia 1, 2002)
- Top Secret (Rete 4, 2002-2011; TGcom24, 2012; Canale 5, 2015-2017)
- Giallo 1 (Italia 1, 2005-2006)
- Chi l'ha visto? (Rai 3, 2006-2007)
- La linea d'ombra (Rai 2, 2007-2008)
- Quarto grado (Rete 4, dal 2010)
- Segreti, bugie e omicidi (Crime & Investigation, 2013-2014)
- Psicologia e sport (Sky Sport 24, 2014)
- Cafè do Brasil (RSI LA2, 2014)

## In radio
Dal 2008 collabora con l'emittente nazionale Radio 105, prima con Lo Zoo di 105 e, dal 2009, alla realizzazione della rubrica "C.S.I Milano", in onda ogni settimana durante il programma 105 Friends.

## Libri
- Criminal Profiling (McGraw-Hill Ed.) - 2001
- Piccoli omicidi (Monti Ed.) - 2002[3]
- Giovani e crimini violenti (McGraw-Hill Ed.) - 2002
- Pedofilia: non chiamatelo amore (Guerini Ed.) - 2003
- Serial Killer (Mondadori, con Carlo Lucarelli) - 2003
- L'età inquieta (Monti ed.) - 2004
- Scena del crimine (Mondadori, con Carlo Lucarelli) - 2004
- Tracce criminali (Mondadori, con Carlo Lucarelli) - 2005
- Casi freddi (Cairo Ed.) - 2007
- La Nera (Mondadori, con Carlo Lucarelli) - 2007
- Un oscuro bisogno di uccidere (Mondadori) - 2008[4]
- Il genio criminale (Mondadori, con Carlo Lucarelli) - 2009
- Scienze forensi (UTET) - 2009
- Tre metri sotto terra (Cairo Ed.) - 2009
- Amore non è amare (Mondadori) - 2011
- Cosa Nostra. Storia fotografica della mafia (Mondadori, edizione USA a cura di Norton Publ. Ed. New York) - 2011
- Sex Crimes, con Carlo Lucarelli (Mondadori) - 2011
- È Inutile che alzi la voce. Come riconoscere e affrontare la rabbia a casa, al lavoro, al volante. (Mondadori, con Catherine Vitinger) - 2012
- Operare in situazioni complesse. La negoziazione nei contesti critici (EGEA Bocconi) - 2014
- La ruga del cretino, con Andrea Vitali (Garzanti) - 2015
- Aggressività in azienda, con Massimo Magni (EGEA Bocconi) - 2016
- Il manuale dello scienziato investigatore (Mondadori Ragazzi) - 2016
- Profiler (Sperling & Kupfer) - 2016
- Mente criminale (La nave di Teseo) - 2017
- Amok: Le stragi dell'odio (Mondadori, con Carlo Lucarelli) - 2018
- Verbal Warrior (Sperling & Kupfer) - 2020
- Nero come il sangue (Solferino), con Carlo Lucarelli - 2021
- Nero come l'anima (Solferino), con Carlo Lucarelli - 2022
- Detective - Storia di grandi sbirri e geniali investigatori, Solferino, 2023
- Nero come il Terrore (Solferino), con Carlo Lucarelli - 2023
- Odio (Solferino) 2024

## Podcast
- Il mostro (Audible) - 2021
- Nero come il sangue (Audible), con Carlo Lucarelli - 2021
- Nero come l'anima (Audible), con Carlo Lucarelli - 2022
- Detective (Storielibere) - 2023
- Nero come il terrore (Audible), con Carlo Lucarelli -2023
- Odio (Audible), 2023
- Nero come l’abisso (Audible), con Carlo Lucarelli-2024

## Attività in inchieste giudiziarie
Nel corso degli ultimi anni, Picozzi si è trovato molto spesso a dover intervenire, nelle vesti di psichiatra e di criminologo, in numerose inchieste giudiziarie su fatti di sangue, tra i quali possiamo citare come più importanti l'omicidio di Suor Laura Mainetti a Chiavenna, il delitto di Cogne, il delitto di Novi Ligure, la strage di Erba, il serial killer Michele Profeta, gli omicidi delle Bestie di Satana, il delitto di Avetrana, la morte di Elena Ceste a Costigliole d'Asti, i tentati omicidi di Luca Traini a Macerata, la morte di Viviana Parisi e Gioele Mondello a Caronia, avvenuta nel luglio 2020.